# スーパーロボット大戦L
『スーパーロボット大戦L』（スーパーロボットたいせんエル）は、2010年11月25日にバンダイナムコゲームスのバンプレストレーベルから発売されたニンテンドーDS用シミュレーションRPG。
キャッチコピーは「絆は、宇宙を越える――」。

## 概要
SDで表現されたロボットたちが競演するクロスオーバー作品「スーパーロボット大戦シリーズ」の一つ。ニンテンドーDSにおける同シリーズの3作目にして、最終作にあたる。全41話（プロローグと分岐を含めて全55ステージ）。
タイトルの「L」の文字は『スーパーロボット大戦K』の次の作品だという意味。そしてストーリーのテーマである「リンク、絆」といった要素も含んでいる。
任天堂携帯機系列の本シリーズ作品においてサブプロデュースを担当していた宇田歩が、本作品より同系列シリーズのチーフプロデューサーに昇格。キャラクターデザインも『スーパーロボット大戦J』以降同系列シリーズを手掛けていた糸井美帆がORIGINAL GENERATIONシリーズへと移行したため、替わってChiyokoが担当となった。

## 参戦作品

### 一覧
★マークはシリーズ初参戦作品。
- ★ヱヴァンゲリヲン新劇場版
- ★戦え!!イクサー1
- ★冒険!イクサー3
- 新機動戦記ガンダムW Endless Waltz
- 機動戦士ガンダムSEED
- 機動戦士ガンダムSEED DESTINY
- 超電磁ロボ コン・バトラーV
- 超電磁マシーン ボルテスV
- ガイキング LEGEND OF DAIKU-MARYU
- 鋼鉄神ジーグ
- ★獣装機攻 ダンクーガ ノヴァ
- マジンカイザー
- マジンカイザー 死闘!暗黒大将軍
- 神魂合体ゴーダンナー!!
- 神魂合体ゴーダンナー!! SECOND SEASON
- ★マクロスF
- ★鉄のラインバレル

### 解説
全17作品。新規参戦は『ヱヴァンゲリヲン新劇場版』『戦え!!イクサー1』『冒険!イクサー3』『獣装機攻 ダンクーガ ノヴァ』『マクロスF』『鉄のラインバレル』の6作品。最近の作品を取り込みつつも、『スーパーロボット大戦Z』『スーパーロボット大戦NEO』との差別化を考えて新規作品が決められた。
そのうち『ヱヴァンゲリヲン新劇場版』は本シリーズにおいて異例となる、現在シリーズ進行中の未完結作品（本作は2作目『ヱヴァンゲリヲン新劇場版:破』までの設定を採用）。『鉄のラインバレル』はテレビアニメ版準拠の参戦だが、中島宗美の設定など原作漫画版の要素も含まれている。
ストーリーは新規作品の『マクロスF』や『鉄のラインバレル』が中心となって構成されている。特に『マクロスF』のエピソードから始まるプロローグは、同作の詳しい説明が必要だったのと、後のストーリー展開の都合で本シリーズにおいて一二を争うほどに長くなってしまったため、プロデューサーの寺田は反省点であると述べた。

### パッケージ登場機体
- ゴーダンナー ツインドライブモード（神魂合体ゴーダンナー!!）
- ダンクーガ ノヴァ（獣装機攻 ダンクーガ ノヴァ）
- イクサーロボ（戦え!!イクサー1）
- 鋼鉄ジーグ（鋼鉄神ジーグ）
- コン・バトラーV（超電磁ロボ コン・バトラーV）
- ガイキング（ガイキング LEGEND OF DAIKU-MARYU）
- VF-25F メサイアバルキリー（マクロスF）
- 汎用ヒト型決戦兵器 人造人間エヴァンゲリオン 試験初号機（ヱヴァンゲリヲン新劇場版）
- デスティニーガンダム（機動戦士ガンダムSEED DESTINY）
- ラインバレル（鉄のラインバレル）

## システム
ここでは、本作特有のシステムや新規追加・変更されたシステムについて解説する。シリーズ共通のシステムについてはスーパーロボット大戦シリーズのシステムを参照。
パートナーバトルシステム
2体のユニットを一つのパートナーユニット（PU）として編成できる。前作の『スーパーロボット大戦K』（以下『K』）同様のシステムだが、今回からはマップ上で自軍の他のユニットと隣接することで、メインユニットやサブユニットを隣接相手と入れ替えることができるようになったほか、新たにメイン・サブユニットがそれぞれ個別に敵のメイン・サブユニットを攻撃する「個別攻撃」が追加された。
さらに『K』ではPU編成時しか援護防御が受けられなかったが、今作ではPUを編成してないシングルユニット（SU）時の場合は、隣接機体からの援護攻撃・防御を受けられるようになるなど様々な面が変更されている。
アタックコンボシステム
SUかつ、パイロットの特殊スキルに「アタックコンボ」があれば使用可能。「アタックコンボ」のレベルに合わせて一度に複数の敵を攻撃できる。これも基本は『K』と同じだが、発動条件が『スーパーロボット大戦W』までのコンボシステムの仕様（敵ユニット同士が隣接していないと発動不可）に戻り、また敵PUの数によって攻撃力にマイナス補正がかかるなど性能面で大幅に下方修正が施された。
パートナー能力システム
『第4次スーパーロボット大戦』以来定番システムとなっていた「強化パーツ」に代わり、本作が登場となる機体強化システム。各機体ごとに機体能力（武器攻撃力・照準値・移動力など）に補正が付く「機体ボーナス」が設定されており、PUを組んだ際にパートナー機に対しても補正が反映されるというもの。また機体ボーナスは特定条件（5段階、および10段階まで改造した際）を満たすことでボーナスの強化および更なるボーナスが付く場合がある。
既存システムの一部変更
- 『スーパーロボット大戦J』以来任天堂携帯機シリーズに搭載された「お気に入りシステム」「主人公の精神コマンドを自由に設定できる周回要素」や「ダブルスロットシステム」が廃止されている。
- 精神コマンドは各パイロットとも最大5つまで習得する。与えるダメージが増加する「熱血」「魂」を覚えるレベルが引き上げられた、最大精神ポイントの減少など、大幅に下方修正が施された。
- 機体改造は当初5段階までしか行えず、23話後に10段階改造が可能になる。なお一度クリア後のデータなら最初から10段階まで改造できる。

## オリジナルキャラクター
南雲一鷹（なぐも いちたか）
主人公である15歳の少年。『鉄のラインバレル』のメインキャラクター達とは級友。搭乗機体はラッシュバード。
AL-3アリス
一鷹と共にラッシュバードに乗り込む、クラールの造った家政婦アンドロイド。口癖は「まったく問題ありません!」。
悠凪・グライフ（ゆうなぎ・グライフ）
クラールの孫で、一鷹にとっての兄のような存在。ストレイバードを駆り、ライバルとして立ちはだかる。
HL-0ハルノ
悠凪のパートナーである、アリスとは同系列のアンドロイド。
クラール・グライフ
一鷹の後見人である科学者。
ルド・グロリア
本作の最終ボス。GreAT社の創始者であり、隣接世界における人類政府の大統領。
統一意志セントラルとの共存を図るため、さまざまな政治工作を行なったやり手の政治家。自らナノマシン実験の被検体になりナノマシン処理を施されたため、齢はそれなりに食っているものの若々しい外見を保っている。自らの野望を実現するための手段を揃えるために、エージェントから報告があったクラールの「可能性」に目を付け、資金・資材提供などの援助を行っていたが、ある時から関係は決裂。後にクラールを攫い、野望実現のために動き出す。
大統領だけあって口調は政治家らしく尊大。若い頃は仲間達と共に理想に燃えた政治家だったが、現在に至るまでに仲間達と別れ、たった一人で政治の世界を戦ってきた。そのためか性格は多少歪んでしまっている。
最終決戦において自らのために建造させた機動要塞ガルトデウスに座乗し、一鷹たちLOTUSの前に立ちふさがる。ガルトデウスを「覇業の象徴」と称し、その圧倒的な力をふるって最大の障害となるLOTUSを滅ぼすべく戦いを挑むも、追いつめられた際ついに本性を現し、地球さえ残ればいいとプラントに向けてコンクェストボムを差し向けるも、「絆」を最大の武器とするLOTUSに敗れる。敗れた後、一鷹の言葉を受けて若かった時の日々を思い出しながら乗機ガルトデウスと共に炎に消えた。
専用BGMは「偉大なる玉座」。
HL-1
脳波解析装置に繋がれたクラールから引き出した情報をもとに開発されたHuman系列・Lady型アンドロイド1号機。0号機ハルノの姉妹機とも言える存在で容姿も瓜二つ。外見で違うのは髪と瞳の色くらいだが、性能面ではハルノをはるかに上回り、機動兵器を単独で制御する。
試作型の同一仕様機が数体存在するほか、早期運用のために戦闘用思考のみを習熟させたタイプも存在し、少数だが量産されている。
人格面ではハルノと似ており、冷静に任務を遂行するが感情が無いわけではないらしい。しかし早期運用型は文字通り機械的に任務を遂行する。

## オリジナルメカ

### 次元コンバーター搭載機動兵器
次元コンバーター
ラッシュバード、ストレイバードに搭載されたエネルギーコンバーターの通称。空間に直接干渉することで大きなエネルギーを得ることが出来、ラッシュバードは攻撃と防御、ストレイバードは移動に転用している。
ラッシュバード
クラールの開発したスーパーロボットタイプの人型機動兵器。近距離戦闘を得意としている。本機の存在はパイロットとなる一鷹とアリスにも直前まで秘匿されていた。
両腕にエネルギーに関わるシステムを搭載し、格闘戦に使われる右腕にはエネルギー放出機構が、緊急時にはシールドとしても機能する左腕にはエネルギー吸収機構が内蔵されている。特に左腕の吸収機構は「ラプラスウォール」というエネルギー吸収障壁の展開装置となっており、これによりラッシュバードはビームによる攻撃に対して絶対的な防御力を誇る。さらに、そうして得たエネルギーを右腕で放出する他に機体の動力にも転用できるため、継戦能力は著しく高い。これらの機構は、次元干渉によって実現されたものであるため、非常に特殊であり、また危険な存在でもある。
起動するためにはアリスに内蔵されているキーシステムの認証が必要。
武装
メーザーアイ
頭部にある鳥の目型のレンズから発射されるレーザー。威力は低い。
ライトニングフィスト
右腕にエネルギーの力場を展開し、殴りかかる。地面に埋まった相手を引きずり出して左腕で弾き、さらにトドメの一撃で吹き飛ばす。
ライトブレイザー
右腕のエネルギー放出機構からエネルギーの奔流を放射する。ゲーム序盤の最強武器だが、消費ENが高い。

必殺技
ディメンションストーム
両腕の機構を特定の比率で稼働させ、亜空間から直接引き出したエネルギーをラプラスウォールで吸収。そのエネルギーを限界までチャージし、構えた両腕から次元エネルギーの渦を放射して敵機を消滅させる。
この技は正式な武装ではなく、ストレイバードとの戦いの際、危機を脱するためアリスが緊急オペレートを行って編み出した技。一鷹やクラールが好んで見ていたヒーロー番組の必殺技に着想を得たもの。初回使用時にはアリス一人で機体出力等の全ての制御を、料理する際の火加減を応用して行ったため、使用後にオーバーヒートを起こして倒れてしまった。後に制御の半分を一鷹が受け持ち、息を合わせるためクラールに二人で肩を貸した経験を応用することで会得に成功した。なお、技名は一鷹が即興でつけたもの。
モード・アーキオーニス
ストレイバードとの合体攻撃。同機の次元コンバータが内蔵されているウイングユニットを接続、2機のコンバータを同時稼働・制御することで莫大な出力を生み、それを利用して敵機に突撃をかける。アーキオーニスとは「始祖鳥」の意味。

機能
ラプラスウォール
バリアシステム。ビームに限らず、エネルギーによる攻撃（フェイズシフト装甲で防げない攻撃）を自機の動力として吸収する機能。
ストレイバード
クラールが開発した人型機動兵器。兄弟機であるラッシュバードとは反対に、高機動・高推進による遠距離戦を得意とする。その反面装甲は脆弱で、火力もラッシュバードに劣り、強力な攻撃のためにはチャージの時間が必要となる。
次元コンバータを搭載した背部ウイングユニットは、亜空間から常にエネルギーを供給されている。そのため、抜きん出た加速力・推進力と、亜無限の航続距離を誇る。さらに、亜空間フィールドを生成して機体を外界から隠蔽するステルス機能「イマジナリィロード」を搭載。これを起動すればあらゆるセンサーはストレイバードを捉える事は出来なくなり、存在を確認する術はなくなる。
真反対のコンセプトが示す通り、元々はラッシュバードとの同時運用が前提となっており、両機の次元コンバータを使用した空間転移能力が実装されている。劇中では、ガルトデウスの放ったビームをラッシュバードが吸収し、そのエネルギーをそのまま利用してイマジナリィロードを起動することで月面まで瞬間移動を果たしている。
背部ウイングユニットはラッシュバードとの合体機構が搭載されているが、コンバータの出力が一気に跳ね上がる。そのため、当初は制御を不可能と見た悠により封印されていた。
武装
クロウマシンガン
右手に装備しているマシンガン。ハルノがシステムにリンクし、確実にターゲットを捉える。
スワローガン
腰部の電撃アンカー。フェザントカッターの演出で登場する。
フェザントカッター
近接武装。両手に持った短剣。腰部の「スワローガン」で動きを止め、高速移動しつつ切り裂き、最後に投げつけて止めを刺す。
プラヴァーグレネード
両腕に装備されたビームガン。イマジナリィロードの機能で分身して一斉攻撃を行って撹乱、その隙に背後に転移して撃砕する。なお、武器として使われるのは左腕のみ。
ヴァルチャーカノン
マシンガンとグレネードを接続した長距離ビームキャノン。フラッド・アサルトの演出で登場する。

必殺技
フラッド・アサルト
分身の後射撃武器を一斉射し、ビームキャノン「ヴァルチャーカノン」で追撃。トドメ演出で敵機に突撃し、打ち砕く。

機能
イマジナリィロード
特殊ステルスシステム。亜空間にジェネレーターを直結することでエネルギーを取得し、これによって本機はほぼ無限に近い航続距離を誇る。

### GreAT社
Dコンバーター
GreAT社製機動兵器に搭載されている動力機関。ラッシュバードやストレイバードに搭載されている次元コンバーターと同じで、呼称が違うだけである。
ORF-59 リーヴス
「向こう側」の世界に存在する人類側勢力の主力兵器。
エネルギー不足という状況の中で、単機でさまざまな状況に対応するために開発・量産された経緯を持つ。哨戒・偵察用だが、高い汎用性と機動性を持ち、搭載されている武装もそれなりに優秀であるため侮れない。
GreAT社製の機動兵器ではないが、「こちら側」での生産ラインを単純化する目的もあって導入されている。
インペリアルヴァレイ
GreAT社が開発した人型機動兵器。
「単機で戦局を覆せる兵器」として開発されていたが、開発初期段階では生身の人間や並みの制御AIでは制御できず、フル稼働では1分しか活動できないなど欠点だらけの機体だった。しかしクラールの脳波を解析して盗用した技術を用いてそれらを克服。少数生産の指揮官用機動兵器として量産された。
改良時に生産性と拡張性も向上している。桁外れの機動性と強力な装甲を併せ持つ上、飛行することすら可能。強大な火力も備えており、単機でも絶大な戦闘能力を発揮する。主にHL-1とその同型アンドロイド達が搭乗する。
武装
ティアーズショット
両腰に搭載されたビーム砲。近・中距離用の装備。
ビームハルベルト
斧状のビーム斬撃武装で2本装備されている。高機動で敵に接近し、上に切り上げた後に上空に移動し、最後に振り下ろして敵を両断する。
インペリアルランチャー
背中に装備されたパーツが展開し、長距離用のビームランチャーとなる。威力は本機の武装の中では最強を誇る。
ストライクヴァレイ
GreAT社が開発した人型機動兵器。
インペリアルヴァレイの簡易量産型で、一般兵が搭乗する。接近戦に特化しているため戦闘レンジが短い。しかし飛行可能で機動力が高く、それなりに頑丈でもある。
同様の簡易量産型であるキャノンヴァレイとセットにして運用することを想定している。
キャノンヴァレイ
GreAT社が開発した人型機動兵器。
ストライクヴァレイ同様にインペリアルヴァレイの簡易量産型で、砲撃戦に特化している。重装備のため機動性は低下しているが装甲は逆に厚くなっている等、機体性能はストライクヴァレイの正反対と言っていい。飛行することも可能。ストライクヴァレイとセットで運用される。
コアフォートレス
GreAT社が開発した無人機動要塞。自律回路によって制御される。
最終決戦においてガルトデウスの周囲に配置され、ガルトデウスを次元断層によって防護する役割を持つ。
コンクェストボム
最終決戦にて本性を現したグロリアが使用した大型ミサイル。プラント及びフロンティア船団を壊滅させるために発射された。
ガルトデウス
グロリアが座乗する機動要塞。
その巨体は戦艦を上回り、竜に似た頭部を持つ四足獣に乗った人の姿を持つ。グロリアの意向により地球制覇を成し遂げた後に覇業の象徴として申し分のない威容を持つようにデザインされている。なお、人型部分はラッシュバードらと同じく鳥の意匠を持つ。
新型のDコンバーターを搭載し、亜空間内の膨大なエネルギーの制御が可能。その出力は全身からフレアの形でエネルギーが噴出するほどで、供給過多とさえ言える。ナノマシン処理による自己メンテナンス・自己修復機能と合わさり、まさに難攻不落の要塞となっている。
武装
センテンスミサイル
巨大な光背からミサイルを発射する。P武器だが、移動しないので意味は無い。
レジスレイトレーザー
巨大な光背から多数放たれるホーミングレーザー。命中後、出力を高めて目標を破壊する。MAP兵器版も存在する。
レボリューションカノン
本機最大の武器。獣の口腔部から放たれる。
月面から地表を狙撃し、目標地点を中心とした広範囲を焼き尽くすほどの出力と有効射程を実現した超絶武器。実際の対決時にはそこまでの射程は無い。

## 設定
LOTUS
本作における部隊名。プレイヤー側で変更可能。対国連ブルーコスモス派と加藤機関の戦力として、JUDAと国連プリベンター派が設立された部隊。最初期の部隊構成はJUDA、プリベンター、光子力研究所、ダンナーベース、ビルドベースの面々が、平行世界（高蓋然性世界）からマクロス・フロンティア船団の来訪以降、フロンティア船団、彼らの保護者であるザフトを中心とする協力者と共じ、地球防衛目的のため各地を転戦した。終盤には加藤機関との合流、ブルーコスモス派壊滅後、外宇宙と平行世界からの脅威を終結に導く。GreAT社を撃破後は解散しており、高蓋然性世界の面々は元の世界に帰還した。
GreAT社
『L』の世界では世界的大企業。食品や日用品を製造・販売する会社として一般に知られているが、元々は機械の部品メーカーとして財を成した企業である。経営は社長と数人の幹部陣による中央集権体制で行われており、幹部陣も若手のやり手ばかりが揃っていたという。しかし、ある時突然社長および幹部陣が失踪。残された一般社員は大混乱に陥る。その実態は、高蓋然性世界からの来訪者ルド・グロリアが自らの野望のために組織・運営した会社であった。「こちら側」の世界にある各地の民間工場などを傘下に置いて様々な技術を盗用し、高性能な機動兵器を開発・量産して軍隊を結成。活動を開始する。
部品メーカーとして大量の部品をクラールや他の組織に大量に無償提供していた。しかしこの部品には欠陥が仕込んであり、任意に誤動作を引き起こせるようになっていた。結果、機動兵器はおろか通信機さえまともに動かなくなる事態となり、LOTUSが地球を離れている隙に侵攻してきたGreATの軍になすすべもなく破壊されることになる。クラールはこの欠陥に途中で気付いたため、GreAT社製部品を使用するプランを全部廃棄している。

## スタッフ
プロデューサー
宇田歩、寺田貴信、じっぱひとからげ、渡部隆、後藤能孝
ディレクター
赤羽仁
オリジナルメカニックデザイン
山根理宏、露木篤史
オリジナルキャラクターデザイン
Chiyoko
シナリオプロット
楠田文斗
シナリオ
光なる、岸本みゆき、小林徹也、中川直人、加藤陽一、野村彩、上原りょうこ
作曲／編曲
鶴田勇気、花田雅樹、Dahna

## プロモーション

### キャラホビ2010
2010年8月28日 - 29日に幕張メッセで開催されたキャラホビ2010 C3×HOBBYに、本作が出展され第1弾PVが公開された。プロデューサーの宇田歩および声優の池澤春菜、緑川光、相沢舞によるトークショーが行われている。

### 東京ゲームショウ2010
2010年9月18日に、東京ゲームショウ2010メインステージにて「新作ロボットゲームスペシャルステージ」が開催された。バンダイナムコゲームスのロボットタイトルである『スーパーロボット大戦L』、『劇場版マクロスF〜イツワリノウタヒメ〜 Hybrid Pack』、『ガンダム無双3』のプロデューサーが集い、ゲストの中村悠一と共にそれぞれのタイトルについてプレゼンテーションを行った。

### テレビCM
『鉄のラインバレル』の主人公である早瀬浩一を演じる柿原徹也がナレーションを担当している。

### 購入特典
予約特典はオリジナルマルチケース。

## 関連商品

### 攻略本
- スーパーロボット大戦L パーフェクトバイブル ISBN 9784047269880
- スーパーロボット大戦L パーフェクトガイド ISBN 9784797362763